# Calificări în Liga Campionilor EHF Feminin 2009-2010
Acest articol descrie faza calificărilor în ediția 2009-2010 a Ligii Campionilor EHF Feminin.

## Format
Calificările au fost decise în două turnee. Un total de 18 echipe a luat parte la acestea. Tragerea la sorți a avut loc pe 18 iunie 2009, în Viena, Austria. Drepturile de organizare a turneelor de calificare au fost decise tot de această tragere la sorți.

### Turneul de calificare 1

#### Repartizarea echipelor
Pe 19 iunie 2009, campioana Macedoniei Kometal s-a retras din turneu din cauza unor probleme financiare. În consecință, EHF a promovat campioana Franței Metz Handball din Turneul de calificare 2 direct în Faza Grupelor, iar campioana Greciei Ormi Patras din Turneul de calificare 1 în Turneul de calificare 2. În urma acestor mutări, în Turneul de calificare 1 au fost alcătuite două grupe. Echipele clasate pe primele două locuri în cele două grupe au avansat în Turneul de calificare 2. 
| Urna 1                             | Urna a 2-a                | Urna a 3-a                 | Urna a 4-a         |
| ---------------------------------- | ------------------------- | -------------------------- | ------------------ |
| LC Brühl Handball Milli Piyango SK | Ormi Patras VOC Amsterdam | HC Sassari Madeira Andebol | ORK Vrnjačka Banja |

Grupa A a fost organizată de LC Brühl Handball în St. Gallen, Elveția, în timp ce Grupa B a fost găzduită de Milli Piyango în Ankara, Turcia.
Brühl și Milli Piyango au câștigat grupele pe care le-au organizat. Cele două câștigătoare, împreună cu cluburile HC Sassari și VOC Amsterdam, clasate pe locurile 2, au jucat apoi în Turneul de calificare 2. Echipele de pe ultimul loc, Vrnjačka Banja și Madeira, au fost eliminate din cursa de calificare în Liga Campionilor și retrogradate în Cupa EHF.

#### Grupa A
| Echipa             | M | V | E | Î | GM | GP | G  | Pct |
| ------------------ | - | - | - | - | -- | -- | -- | --- |
| LC Brühl Handball  | 2 | 2 | 0 | 0 | 58 | 49 | +9 | 4   |
| HC Sassari         | 2 | 1 | 0 | 1 | 58 | 58 | 0  | 2   |
| ORK Vrnjačka Banja | 2 | 0 | 0 | 2 | 50 | 59 | −9 | 0   |

| 4 septembrie 2009 19:30 | HC Sassari | 28 – 29 | LC Brühl     | Sporthalle Kreuzbleiche, St. Gallen Asistență: 500 Arbitri: Opava, Válek |
| 4 septembrie 2009 19:30 | Jovović 7  | (14–12) | Mustafoska 8 | Sporthalle Kreuzbleiche, St. Gallen Asistență: 500 Arbitri: Opava, Válek |
| 4 septembrie 2009 19:30 | 3× 2×      | Cronica | 2×           | Sporthalle Kreuzbleiche, St. Gallen Asistență: 500 Arbitri: Opava, Válek |

| 5 septembrie 2009 17:00 | ORK Vrnjačka Banja           | 29 – 30 | HC Sassari            | Sporthalle Kreuzbleiche, St. Gallen Asistență: 100 Arbitri: Opava, Válek |
| 5 septembrie 2009 17:00 | Din, Dmitrović, Trifunović 6 | (12–15) | Cernova, Mladenović 8 | Sporthalle Kreuzbleiche, St. Gallen Asistență: 100 Arbitri: Opava, Válek |
| 5 septembrie 2009 17:00 | 4× 2×                        | Cronica | 3×                    | Sporthalle Kreuzbleiche, St. Gallen Asistență: 100 Arbitri: Opava, Válek |

| 6 septembrie 2009 17:00 | LC Brühl          | 29 – 21 | ORK Vrnjačka Banja | Sporthalle Kreuzbleiche, St. Gallen Asistență: 600 Arbitri: Opava, Válek |
| 6 septembrie 2009 17:00 | cinci jucătoare 4 | (12–8)  | Trifunović 6       | Sporthalle Kreuzbleiche, St. Gallen Asistență: 600 Arbitri: Opava, Válek |
| 6 septembrie 2009 17:00 | 2× 3×             | Cronica | 2×                 | Sporthalle Kreuzbleiche, St. Gallen Asistență: 600 Arbitri: Opava, Válek |

#### Grupa B
| Echipa              | M | V | E | Î | GM | GP | G   | Pct |
| ------------------- | - | - | - | - | -- | -- | --- | --- |
| Milli Piyango SK    | 2 | 2 | 0 | 0 | 58 | 53 | +5  | 4   |
| VOC Amsterdam       | 2 | 1 | 0 | 1 | 55 | 50 | +5  | 2   |
| Madeira Andebol SAD | 2 | 0 | 0 | 2 | 53 | 63 | −10 | 0   |

| 4 septembrie 2009 16:30 | VOC Amsterdam     | 23 – 27 | Milli Piyango SK | Prof. Dr. Yașar Sevim Spor Salonu, Ankara Arbitri: Sołodko, Sołodko |
| 4 septembrie 2009 16:30 | van der Heijden 5 | (14–12) | Özel 11          | Prof. Dr. Yașar Sevim Spor Salonu, Ankara Arbitri: Sołodko, Sołodko |
| 4 septembrie 2009 16:30 | 5× 3× 1×          | Cronica | 7× 3×            | Prof. Dr. Yașar Sevim Spor Salonu, Ankara Arbitri: Sołodko, Sołodko |

| 5 septembrie 2009 16:30 | Madeira Andebol | 23 – 32 | VOC Amsterdam | Prof. Dr. Yașar Sevim Spor Salonu, Ankara Asistență: 100 Arbitri: Sołodko, Sołodko |
| 5 septembrie 2009 16:30 | Pásztor 11      | (13–18) | Schaefers 12  | Prof. Dr. Yașar Sevim Spor Salonu, Ankara Asistență: 100 Arbitri: Sołodko, Sołodko |
| 5 septembrie 2009 16:30 | 6× 3× 1×        | Cronica | 7× 3× 2×      | Prof. Dr. Yașar Sevim Spor Salonu, Ankara Asistență: 100 Arbitri: Sołodko, Sołodko |

| 6 septembrie 2009 16:30 | Milli Piyango SK | 31 – 30 | Madeira Andebol | Prof. Dr. Yașar Sevim Spor Salonu, Ankara Asistență: 300 Arbitri: Sołodko, Sołodko |
| 6 septembrie 2009 16:30 | Özel 10          | (17–12) | Pásztor 10      | Prof. Dr. Yașar Sevim Spor Salonu, Ankara Asistență: 300 Arbitri: Sołodko, Sołodko |
| 6 septembrie 2009 16:30 | 6× 3×            | Cronica | 6× 3×           | Prof. Dr. Yașar Sevim Spor Salonu, Ankara Asistență: 300 Arbitri: Sołodko, Sołodko |

### Turneul de calificare 2

#### Repartizarea echipelor
Au fost alcătuite patru urne separate din punct de vedere valoric, fiecare urnă conținând câte patru echipe. Inițial, campioana Franței, Metz Handball, făcea parte din Urna 1. După retragerea Kometal Gjorče Petrov Skopje și promovarea Metz Handball direct în Faza Grupelor, aceasta din urmă a fost înlocuită în Urna 1 cu BM Sagunto. În Urna a 2-a, în locul echipei spaniole a fost distribuită Aalborg DH, iar locul acesteia din Urna a 3-a a fost preluat de Milli Piyango SK. Campioana Greciei, Ormi Patras, a fost promovată din Turneul de Calificare 1 direct în Urna a 4-a a Turneului de Calificare 2.
| Urna 1                                                      | Urna a 2-a                                    | Urna a 3-a                                                            | Urna a 4-a                                             |
| ----------------------------------------------------------- | --------------------------------------------- | --------------------------------------------------------------------- | ------------------------------------------------------ |
| SPR Lublin SSA SKP Bratislava HC „Smart” Ujhorod BM Sagunto | Byåsen IL RK Olimpija FCK Håndbold Aalborg DH | Rulmentul Brașov Zvezda Zvenigorod Budapest Bank FTC Milli Piyango SK | LC Brühl Handball HC Sassari VOC Amsterdam Ormi Patras |

Cele 16 echipe au fost trase la sorți în patru grupe de câte patru echipe. Echipele clasate pe primul loc în fiecare grupă au avansat în Faza grupelor a Ligii Campionilor 2009-10. Byåsen IL, Zvezda Zvenigorod, FCK Håndbold și Aalborg DH s-au calificat după ce au câștigat toate cele trei meciuri din grupele lor, Aalborg fiind singura echipă organizatoare care a avansat în faza următoare. Niciuna din cele patru echipe venite din Turneul de calificare 1 nu a câștigat vreun punct.

#### Grupa 1
Grupa a fost găzduită de SPR Lublin SSA în Lublin, Polonia.
| Echipa           | M | V | E | Î | GM  | GP  | G   | Pct |
| ---------------- | - | - | - | - | --- | --- | --- | --- |
| Byåsen IL        | 3 | 3 | 0 | 0 | 115 | 62  | +53 | 6   |
| SPR Lublin SSA   | 3 | 2 | 0 | 1 | 92  | 75  | +17 | 4   |
| Rulmentul Brașov | 3 | 1 | 0 | 2 | 90  | 108 | −18 | 2   |
| HC Sassari       | 3 | 0 | 0 | 3 | 79  | 131 | −52 | 0   |

| 2 octombrie 2009 18:30 | Rulmentul Brașov | 24 – 30 | SPR Lublin SSA | Hala Sportowo-Widowiskowa „Globus”, Lublin Asistență: 2.500 Arbitri: Horváth, Marton |
| 2 octombrie 2009 18:30 | Niculae 6        | (14–18) | Puchacz 7      | Hala Sportowo-Widowiskowa „Globus”, Lublin Asistență: 2.500 Arbitri: Horváth, Marton |
| 2 octombrie 2009 18:30 | 2× 3×            | Cronica | 4× 2×          | Hala Sportowo-Widowiskowa „Globus”, Lublin Asistență: 2.500 Arbitri: Horváth, Marton |

| 2 octombrie 2009 20:00 | Byåsen IL    | 45 – 20 | HC Sassari | Hala Sportowo-Widowiskowa „Globus”, Lublin Asistență: 200 Arbitri: Guseva, Vartanian |
| 2 octombrie 2009 20:00 | Lorentsen 11 | (23–5)  | Cucca 6    | Hala Sportowo-Widowiskowa „Globus”, Lublin Asistență: 200 Arbitri: Guseva, Vartanian |
| 2 octombrie 2009 20:00 | 1× 3×        | Cronica | 3× 2×      | Hala Sportowo-Widowiskowa „Globus”, Lublin Asistență: 200 Arbitri: Guseva, Vartanian |

| 3 octombrie 2009 15:00 | HC Sassari | 37 – 43 | Rulmentul Brașov  | Hala Sportowo-Widowiskowa „Globus”, Lublin Asistență: 200 Arbitri: Guseva, Vartanian |
| 3 octombrie 2009 15:00 | Cernova 13 | (14–23) | Barbosa Cabral 11 | Hala Sportowo-Widowiskowa „Globus”, Lublin Asistență: 200 Arbitri: Guseva, Vartanian |
| 3 octombrie 2009 15:00 | 3× 2×      | Cronica | 2×                | Hala Sportowo-Widowiskowa „Globus”, Lublin Asistență: 200 Arbitri: Guseva, Vartanian |

| 3 octombrie 2009 17:30 | SPR Lublin SSA | 19 – 29 | Byåsen IL | Hala Sportowo-Widowiskowa „Globus”, Lublin Asistență: 1.500 Arbitri: Horváth, Marton |
| 3 octombrie 2009 17:30 | Włodek 6       | (7–18)  | Alstad 7  | Hala Sportowo-Widowiskowa „Globus”, Lublin Asistență: 1.500 Arbitri: Horváth, Marton |
| 3 octombrie 2009 17:30 | 4× 2×          | Cronica | 4× 3×     | Hala Sportowo-Widowiskowa „Globus”, Lublin Asistență: 1.500 Arbitri: Horváth, Marton |

| 4 octombrie 2009 16:00 | Rulmentul Brașov | 23 – 41 | Byåsen IL | Hala Sportowo-Widowiskowa „Globus”, Lublin Asistență: 300 Arbitri: Horváth, Marton |
| 4 octombrie 2009 16:00 | Barbosa Cabral 8 | (12–19) | Herrem 11 | Hala Sportowo-Widowiskowa „Globus”, Lublin Asistență: 300 Arbitri: Horváth, Marton |
| 4 octombrie 2009 16:00 | 3×               | Cronica | 2× 3×     | Hala Sportowo-Widowiskowa „Globus”, Lublin Asistență: 300 Arbitri: Horváth, Marton |

| 4 octombrie 2009 18:00 | SPR Lublin SSA | 43 – 22 | HC Sassari | Hala Sportowo-Widowiskowa „Globus”, Lublin Asistență: 2.000 Arbitri: Guseva, Vartanian |
| 4 octombrie 2009 18:00 | Włodek 8       | (19–12) | Onnis 6    | Hala Sportowo-Widowiskowa „Globus”, Lublin Asistență: 2.000 Arbitri: Guseva, Vartanian |
| 4 octombrie 2009 18:00 | 3×             | Cronica | 2× 3×      | Hala Sportowo-Widowiskowa „Globus”, Lublin Asistență: 2.000 Arbitri: Guseva, Vartanian |

#### Grupa a 2-a
Grupa a fost găzduită de SKP Bratislava în Partizánske, Slovacia.
| Echipa            | M | V | E | Î | GM  | GP | G   | Pct |
| ----------------- | - | - | - | - | --- | -- | --- | --- |
| Zvezda Zvenigorod | 3 | 3 | 0 | 0 | 102 | 57 | +45 | 6   |
| RK Olimpija       | 3 | 2 | 0 | 1 | 79  | 85 | −6  | 4   |
| SKP Bratislava    | 3 | 1 | 0 | 2 | 72  | 86 | −14 | 2   |
| VOC Amsterdam     | 3 | 0 | 0 | 3 | 74  | 99 | −25 | 0   |

| 2 octombrie 2009 15:30 | Zvezda Zvenigorod       | 33 – 21 | SKP Bratislava | Mestská športová hala, Trenčín Asistență: 200 Arbitri: Raluy, Sabroso |
| 2 octombrie 2009 15:30 | Baranovskaia, Vetkova 5 | (15-9)  | Beňušková 8    | Mestská športová hala, Trenčín Asistență: 200 Arbitri: Raluy, Sabroso |
| 2 octombrie 2009 15:30 | 3×                      | Cronica | 2× 3×          | Mestská športová hala, Trenčín Asistență: 200 Arbitri: Raluy, Sabroso |

| 2 octombrie 2009 17:30 | RK Olimpija | 33 – 31 | VOC Amsterdam | Mestská športová hala, Trenčín Asistență: 200 Arbitri: Duță, Florescu |
| 2 octombrie 2009 17:30 | Pus 13      | (18-16) | Goos 9        | Mestská športová hala, Trenčín Asistență: 200 Arbitri: Duță, Florescu |
| 2 octombrie 2009 17:30 | 2×          | Cronica | 4× 3×         | Mestská športová hala, Trenčín Asistență: 200 Arbitri: Duță, Florescu |

| 3 octombrie 2009 14:30 | VOC Amsterdam     | 18 – 39 | Zvezda Zvenigorod | Mestská športová hala, Trenčín Asistență: 200 Arbitri: Duță, Florescu |
| 3 octombrie 2009 14:30 | patru jucătoare 3 | (10-22) | Vetkova 8         | Mestská športová hala, Trenčín Asistență: 200 Arbitri: Duță, Florescu |
| 3 octombrie 2009 14:30 | 6× 3×             | Cronica | 6× 3×             | Mestská športová hala, Trenčín Asistență: 200 Arbitri: Duță, Florescu |

| 3 octombrie 2009 16:30 | SKP Bratislava | 24 – 28 | RK Olimpija | Mestská športová hala, Trenčín Asistență: 200 Arbitri: Raluy, Sabroso |
| 3 octombrie 2009 16:30 | Beňušková 7    | (11-16) | Jeriček 7   | Mestská športová hala, Trenčín Asistență: 200 Arbitri: Raluy, Sabroso |
| 3 octombrie 2009 16:30 | 3×             | Cronica | 6× 3×       | Mestská športová hala, Trenčín Asistență: 200 Arbitri: Raluy, Sabroso |

| 4 octombrie 2009 16:00 | Zvezda Zvenigorod | 30 – 18 | RK Olimpija | Mestská športová hala, Trenčín Asistență: 200 Arbitri: Raluy, Sabroso |
| 4 octombrie 2009 16:00 | Polenova 5        | (12-11) | Irman 6     | Mestská športová hala, Trenčín Asistență: 200 Arbitri: Raluy, Sabroso |
| 4 octombrie 2009 16:00 | 6× 2×             | Cronica | 4× 2×       | Mestská športová hala, Trenčín Asistență: 200 Arbitri: Raluy, Sabroso |

| 4 octombrie 2009 18:00 | SKP Bratislava | 27 – 25 | VOC Amsterdam | Mestská športová hala, Trenčín Asistență: 200 Arbitri: Duță, Florescu |
| 4 octombrie 2009 18:00 | Šimáková 9     | (18-12) | Goos 5        | Mestská športová hala, Trenčín Asistență: 200 Arbitri: Duță, Florescu |
| 4 octombrie 2009 18:00 | 1×             | Cronica | 1× 3×         | Mestská športová hala, Trenčín Asistență: 200 Arbitri: Duță, Florescu |

#### Grupa a 3-a
Grupa a fost găzduită de HC „Smart” în Ujhorod, Ucraina.
| Echipa             | M | V | E | Î | GM | GP | G   | Pct |
| ------------------ | - | - | - | - | -- | -- | --- | --- |
| FCK Håndbold       | 3 | 3 | 0 | 0 | 96 | 55 | +41 | 6   |
| Budapest Bank FTC  | 3 | 2 | 0 | 1 | 81 | 76 | +5  | 4   |
| HC „Smart” Ujhorod | 3 | 1 | 0 | 2 | 70 | 79 | −9  | 2   |
| LC Brühl Handball  | 3 | 0 | 0 | 3 | 61 | 98 | −37 | 0   |

| 2 octombrie 2009 16:00 | Budapest Bank FTC | 27 – 24 | HC „Smart” Ujhorod | Complexul Sportiv „Iunistîi”, Ujhorod Asistență: 400 Arbitri: Līcis, Stoļarovs |
| 2 octombrie 2009 16:00 | Szucsánszki 9     | (15-12) | Țibulenko 12       | Complexul Sportiv „Iunistîi”, Ujhorod Asistență: 400 Arbitri: Līcis, Stoļarovs |
| 2 octombrie 2009 16:00 | 6× 3×             | Cronica | 2×                 | Complexul Sportiv „Iunistîi”, Ujhorod Asistență: 400 Arbitri: Līcis, Stoļarovs |

| 2 octombrie 2009 18:00 | FCK Håndbold | 34 – 19 | LC Brühl Handball      | Complexul Sportiv „Iunistîi”, Ujhorod Asistență: 300 Arbitri: Brunovský, Čanda |
| 2 octombrie 2009 18:00 | Skovgaard 8  | (18-12) | Bachmann, Mustafoska 4 | Complexul Sportiv „Iunistîi”, Ujhorod Asistență: 300 Arbitri: Brunovský, Čanda |
| 2 octombrie 2009 18:00 | 3×           | Cronica | 3×                     | Complexul Sportiv „Iunistîi”, Ujhorod Asistență: 300 Arbitri: Brunovský, Čanda |

| 3 octombrie 2009 16:00 | LC Brühl Handball | 21 – 34 | Budapest Bank FTC | Complexul Sportiv „Iunistîi”, Ujhorod Asistență: 200 Arbitri: Līcis, Stoļarovs |
| 3 octombrie 2009 16:00 | Scheffold 7       | (10-13) | Kenyeres 12       | Complexul Sportiv „Iunistîi”, Ujhorod Asistență: 200 Arbitri: Līcis, Stoļarovs |
| 3 octombrie 2009 16:00 | 4× 3×             | Cronica | 1× 2×             | Complexul Sportiv „Iunistîi”, Ujhorod Asistență: 200 Arbitri: Līcis, Stoļarovs |

| 3 octombrie 2009 18:00 | HC „Smart” Ujhorod | 16 – 31 | FCK Håndbold | Complexul Sportiv „Iunistîi”, Ujhorod Asistență: 600 Arbitri: Brunovský, Čanda |
| 3 octombrie 2009 18:00 | Țibulenko 4        | (9-17)  | Turei 6      | Complexul Sportiv „Iunistîi”, Ujhorod Asistență: 600 Arbitri: Brunovský, Čanda |
| 3 octombrie 2009 18:00 | 6× 2×              | Cronica | 7× 3×        | Complexul Sportiv „Iunistîi”, Ujhorod Asistență: 600 Arbitri: Brunovský, Čanda |

| 4 octombrie 2009 12:00 | Budapest Bank FTC | 20 – 31 | FCK Håndbold | Complexul Sportiv „Iunistîi”, Ujhorod Asistență: 300 Arbitri: Brunovský, Čanda |
| 4 octombrie 2009 12:00 | Emberovics 4      | (10-16) | Turei 8      | Complexul Sportiv „Iunistîi”, Ujhorod Asistență: 300 Arbitri: Brunovský, Čanda |
| 4 octombrie 2009 12:00 | 3×                | Cronica | 4× 3×        | Complexul Sportiv „Iunistîi”, Ujhorod Asistență: 300 Arbitri: Brunovský, Čanda |

| 4 octombrie 2009 14:00 | HC „Smart” Ujhorod | 30 – 21 | LC Brühl Handball | Complexul Sportiv „Iunistîi”, Ujhorod Asistență: 200 Arbitri: Līcis, Stoļarovs |
| 4 octombrie 2009 14:00 | Managarova 11      | (19-9)  | Wenger 4          | Complexul Sportiv „Iunistîi”, Ujhorod Asistență: 200 Arbitri: Līcis, Stoļarovs |
| 4 octombrie 2009 14:00 | 3×                 | Cronica | 6× 3×             | Complexul Sportiv „Iunistîi”, Ujhorod Asistență: 200 Arbitri: Līcis, Stoļarovs |

#### Grupa a 4-a
Grupa a fost găzduită de Aalborg DH în Aalborg, Danemarca.
| Echipa           | M | V | E | Î | GM  | GP  | G   | Pct |
| ---------------- | - | - | - | - | --- | --- | --- | --- |
| Aalborg DH       | 3 | 3 | 0 | 0 | 107 | 69  | +38 | 6   |
| BM Sagunto       | 3 | 2 | 0 | 1 | 91  | 77  | +14 | 4   |
| Ormi Patras      | 3 | 1 | 0 | 2 | 66  | 102 | −36 | 2   |
| Milli Piyango SK | 3 | 0 | 0 | 3 | 74  | 90  | −16 | 0   |

| 2 octombrie 2009 17:30 | BM Sagunto   | 28 – 25 | Milli Piyango SK | Gigantium Arena, Aalborg Asistență: 200 Arbitri: Bonaventura, Bonaventura |
| 2 octombrie 2009 17:30 | Danilović 14 | (12-10) | Özel 7           | Gigantium Arena, Aalborg Asistență: 200 Arbitri: Bonaventura, Bonaventura |
| 2 octombrie 2009 17:30 | 2× 3×        | Cronica | 7× 3×            | Gigantium Arena, Aalborg Asistență: 200 Arbitri: Bonaventura, Bonaventura |

| 2 octombrie 2009 19:30 | Aalborg DH     | 40 – 19 | Ormi Patras | Gigantium Arena, Aalborg Asistență: 1.000 Arbitri: Geipel, Helbig |
| 2 octombrie 2009 19:30 | Bille Hansen 7 | (17-9)  | Poznarová 7 | Gigantium Arena, Aalborg Asistență: 1.000 Arbitri: Geipel, Helbig |
| 2 octombrie 2009 19:30 | 1× 2×          | Cronica | 1× 3×       | Gigantium Arena, Aalborg Asistență: 1.000 Arbitri: Geipel, Helbig |

| 3 octombrie 2009 16:00 | Ormi Patras         | 21 – 37 | BM Sagunto          | Gigantium Arena, Aalborg Asistență: 200 Arbitri: Geipel, Helbig |
| 3 octombrie 2009 16:00 | Mićić, Poimenidou 5 | (7-19)  | Garbarenko, Laiuk 8 | Gigantium Arena, Aalborg Asistență: 200 Arbitri: Geipel, Helbig |
| 3 octombrie 2009 16:00 | 2× 3×               | Cronica | 1×                  | Gigantium Arena, Aalborg Asistență: 200 Arbitri: Geipel, Helbig |

| 3 octombrie 2009 18:00 | Milli Piyango SK | 24 – 36 | Aalborg DK  | Gigantium Arena, Aalborg Asistență: 800 Arbitri: Bonaventura, Bonaventura |
| 3 octombrie 2009 18:00 | Özel 6           | (13-15) | Mortensen 7 | Gigantium Arena, Aalborg Asistență: 800 Arbitri: Bonaventura, Bonaventura |
| 3 octombrie 2009 18:00 | 5× 3×            | Cronica | 1× 3×       | Gigantium Arena, Aalborg Asistență: 800 Arbitri: Bonaventura, Bonaventura |

| 4 octombrie 2009 13:50 | Ormi Patras | 26 – 25 | Milli Piyango SK | Gigantium Arena, Aalborg Asistență: 200 Arbitri: Bonaventura, Bonaventura |
| 4 octombrie 2009 13:50 | Freser 6    | (11-15) | Özel 12          | Gigantium Arena, Aalborg Asistență: 200 Arbitri: Bonaventura, Bonaventura |
| 4 octombrie 2009 13:50 | 4× 3×       | Cronica | 2× 3×            | Gigantium Arena, Aalborg Asistență: 200 Arbitri: Bonaventura, Bonaventura |

| 4 octombrie 2009 15:50 | Aalborg DH    | 31 – 26 | BM Sagunto  | Gigantium Arena, Aalborg Asistență: 1.500 Arbitri: Geipel, Helbig |
| 4 octombrie 2009 15:50 | Torstenson 10 | (16-13) | Danilović 7 | Gigantium Arena, Aalborg Asistență: 1.500 Arbitri: Geipel, Helbig |
| 4 octombrie 2009 15:50 | 3×            | Cronica | 2×          | Gigantium Arena, Aalborg Asistență: 1.500 Arbitri: Geipel, Helbig |